# 翼 (藍井艾露單曲)
《翼》是藍井艾露的第13首單曲。於2016年7月20日由SME Records發行。

## 概要
自上一首單曲《アクセンティア》的4個月後，作為電視動畫《亞爾斯蘭戰記》系列的第二季《亞爾斯蘭戰記 風塵亂舞》的片頭曲之一，也是自第十首單曲《ラピスラズリ》火熱後再與該系列作品的第二次合作。至於這兩首歌曲的形象，藍井艾露 將《ラピスラズリ》描述為閃爍的火焰，而《翼》則是一首具有燃燒力量、前進的歌曲。歌曲大意為「因為身邊有我珍貴的人，所以我可以更接近我想要的東西，比如重要的夢想和想實現的目標。即使迷失了，也堅定不移，因為我有最重要的大家。」。
《翼》也是 藍井艾露 進行無限期休止前的最後一首單曲作品。
而第三首翻唱歌曲《深い森》是本人最喜愛的歌手之一 Do As Infinity所創作的歌，其於2001年發行。
CD以通常盤、初回生産限定盤、期間生産限定盤的形式發行，初回生産限定盤包含該主打曲MV，而期間生産限定盤的封面則配有該動畫的繪圖。

## 收錄曲

### 初回生産限定盤、通常盤
1. 翼  [3:24] [3]
作詞：Uki, 作曲：山田竜平，編曲：加藤裕介
電視動畫《亞爾斯蘭戰記 風塵亂舞》的片頭曲
2. CARRY OUT  [3:50][3]
作詞：Eir, 作曲、編曲：加藤裕介
3. 深い森  [4:26] [3]
作詞、作曲：D・A・I, 編曲：黒須克彦
為 Do As Infinity 所創作的翻唱曲
4. 翼（Instrumental）   [3:23]

### 初回生産限定盤 DVD
1. 翼 (Music Video)
2. 「Making of 「翼」」

### 期間生產限定盤(動畫盤)
1. 翼
2. CARRY OUT
3. 深い森
4. 翼 （TV size ver.）

## 收錄專輯
| 曲名 | 專輯     | 發售日         | 備考   |
| ---- | -------- | -------------- | ------ |
| 翼   | BEST -E- | 2016年10月19日 | 精選輯 |

## 備註
1. ↑  RIAJ 2016年8月認定
2. ↑  【ロングインタビュー】アニソンシンガー・藍井エイルが新曲『翼』でメラメラと燃えるような力強さをアピール！「夏を思いっきり楽しめるような音を届けられたらいいな」 （页面存档备份，存于）2018年1月20日閲覧。
3. 1 2 3  https://www.sonymusic.co.jp/artist/aoieir/discography/SECL-1942 （页面存档备份，存于） 通常盤

## 外部連結
- 索尼音樂娛樂介紹網站
- 初回生産限定盤 （页面存档备份，存于）
- 通常盤 （页面存档备份，存于）
- 特設サイト （页面存档备份，存于）